# Microsoft Publisher
Microsoft Publisher（マイクロソフト パブリッシャー）は、マイクロソフトがWindows向けに販売している簡易DTPソフトウェア。単体で販売されているものは、Microsoft Publisher 2021が最終版である。Office LTSCやMicrosoft 365に含まれるMicrosoft Publisherは、2026年10月13日のメインストリームサポートの終了をもって同梱が廃止される。

## 概要
当初は Microsoft Solution Series (Microsoft Money, Microsoft Works, Microsoft Publisher) の一部として発売されたが、後にMicrosoft Officeの一部として上位エディションにバンドルされ、単体でも販売されている。
Microsoft Wordのような論文やビジネス文書などの内容重視の文書ではなく、名刺・チラシ・グリーティングカード・特殊形状の用紙など、見た目を重視する文書の作成に向く。Adobe InDesignやCorelDRAW、Quark XPressなどの他のDTPソフトに比べ、Word・Microsoft Excelと同じ操作感であるほか費用が安い。Publisherはかつてから、Microsoft Office XP以降に実装されている「作業ウィンドウ」とほぼ同一のシステムがあった。
CMYKカラーモードでの編集が可能。
ページレイアウトソフトとして、Wordより優れた機能がそろっている。またフォントを「平成明朝」「平成ゴシック」などに設定すると、PDF形式で出力して、Adobe Illustratorで編集できる。
日本語版2003バージョンまでは小冊子のページ設定で「右から左のページ順」があり、日本語の縦書き小冊子の見開きレイアウトが可能だった。しかし、2007バージョンからはこの項目は削除され、日本語縦書き小冊子では見開きのレイアウトが困難になった。

## バージョン履歴
- 1998年4月 - Microsoft Publisher 98 for Windows日本語版[4]
- 1999年7月 - Microsoft Publisher 2000 for Windows日本語版[5]
- 2001年6月 - Microsoft Publisher 2002 for Windows日本語版[6]
- 2003年11月 - Microsoft Publisher 2003 for Windows日本語版[7]
- 2007年11月 - Microsoft Publisher 2007 for Windows日本語版[8]
- 2010年6月 - Microsoft Publisher 2010 for Windows日本語版
- 2013年2月 - Microsoft Publisher 2013 for Windows日本語版[9]
- 2015年9月 - Microsoft Publisher 2016 for Windows日本語版[10]
- 2018年8月 - Microsoft Publisher 2019 for Windows日本語版[11]
- 2021年10月 - Microsoft Publisher 2021 for Windows日本語版[12]